# Arthur Kulkov
Arthur Kulkov (20 de agosto de 1983) é um modelo masculino e ator russo. Seu trabalho tem sido destaque em publicações americanas, como GQ e Details. Kulkov é reconhecido por ser um dos poucos modelos russos bem sucedidos que trabalham internacionalmente.

## Carreira
Kulkov ganhou grande sucesso trabalhando para as marcas Barneys New York, Original Penguin, Sisley e Russell & Bromley durante o outono de 2008.
Ele tem sido destaque em edições internacionais da GQ e da Details desde o início de sua carreira. Em 2011, Kulkov estabeleceu-se como top model, tornando-se o rosto da Dolce & Gabbana, iniciando na campanha Outono 2010 e seguindo por várias temporadas.
Desfila para Tommy Hilfiger desde 2011 e é proeminente caracterizado nas propagandas "The Hilfigers". Ele também participou do evento "Rock the Sidewalk" na Cidade do México. Kulkov participou do curta-metragem de 2012, The Main Event in America, dirigido por AW McKnight, onde interpreta Phonix Mostlyn, um boxeador.